# Molodo
Der Molodo (russisch Молодо, jakutisch Муолада) ist ein linker Nebenfluss der Lena in der Republik Sacha im nördlichen Ostsibirien.
Der Molodo entsteht am Zusammenfluss seiner beiden Quellflüsse Molodo-Changas-Anabyla (Молодо-Хангас-Анабыла, 36 km, von links) und Molodo-Unga-Anabyla (Молодо-Унга-Анабыла, 67 km, von rechts). Er durchfließt in nordöstlicher Richtung den Randbereich des Mittelsibirischen Berglands und mündet schließlich in einen linken Seitenarm des Unterlaufs der Lena. Zwischen Dezember und Mai ist der Fluss eisbedeckt. Wichtigster Nebenfluss des Molodo ist der Sjungjujude (Сюнгююдэ). Die Länge des Molodo beträgt 556 km. Er entwässert ein Areal von 26.900 km².